# Arcidiecéze hnězdenská
Arcidiecéze hnězdenská (latinsky Archidioecesis Gnesnensis, polsky Archidiecezja gnieźnieńska) je společenství římských katolíků v Polsku s nejstarší stejnojemnnou církevní provincií v Polsku s centrem ve městě Hnězdno (polsky Gniezno).
Sídelním kostelem arcidiecéze je bazilika Nanebevzetí Panny Marie.

## Historie
Byla založena roku 1000 nad hrobem svatého Vojtěcha za účasti císaře Oty III. Prvním arcibiskupem se stal Vojtěchův bratr, svatý Radim zvaný Gaudentius. Po rozhodnutí z kostnického koncilu náleží od roku 1418 hnězdenským arcibiskupům titul primas polský (Primas Poloniae).